# Oczy czarne (album Reny Rolskiej)
Oczy czarne (podtytuł Romanse śpiewa Rena Rolska) – piąty album studyjny Reny Rolskiej wydany w 1971 roku przez Pronit w formie 12-calowej płyty analogowej, oraz w tym samym roku także w formie kasety magnetofonowej wydanej przez Stilon. Stanowi jedyny album koncepcyjny w dyskografii artystki. Jego wydanie zostało poprzedzone jednym singlem.

## Spis utworów
Strona a:
1. Oczy czarne (trad – Ryszard Marek Groński)
2. Za ostatnich rubli pięć (M. Makarow – Marian Jonkajtys)
3. Ręce (Ilja Żak – Ryszard Marek Groński)
4. Diabelski młyn (Arno Babadżanian – Jan Zalewski)
5. Sen jest tylko jeden (trad – Jan Zalewski)
6. W niebie gwiazdy (M. Makarow – Ryszard Marek Groński)

Strona b:
1. Dobre były czasy przyjacielu (trad – Adam Kreczmar)
2. Nie patrzmy sobie w oczy (Dimitrij Pokrass – Jan Zalewski)
3. Za nami śnieg (trad – Jan Zalewski)
4. Chryzantemy (Aleksandra Radoszewskaja – Zbigniew Stawecki)
5. Serce na śniegu (Arno Babadżanian – Zbigniew Stawecki)
6. W środku lata (trad – Jan Zalewski)
7. To tylko stary walc (Nikołaj Listow – Jan Zalewski)

## Charakterystyka albumu
Piąty album studyjny Reny Rolskiej w całości poświęcony jest romansom rosyjskim, do których dopisane zostały polskie teksty. Tekst do romansu, który zyskał popularność w Polsce wykonaniu Rolskiej pt. Za ostatnich rubli pięć napisał mąż artystki Marian Jonkajtys. Na płycie znalazły się stare oraz nowe romanse rosyjskie.

## Single poprzedzające album
[1971] Pronit SP457 – Oczy czarne / Chryzantemy

## Muzycy
- Rena Rolska – śpiew
- Orkiestra – akompaniament
- Jan Pruszak – dyrekcja
- Roman Czubaty – aranżacje

## Realizatorzy
- Reżyser dźwięku – Antoni Karużas
- Operator dźwięku – Krystyna Diakon
- Zdjęcia na okładce – Zofia Nasierowska
- Opracowanie graficzne – Ewald Guyski

## Ciekawostki
Do płyty powstał również 35-minutowy recital telewizyjny zatytułowany Romanse stare i nowe, w którym artystka zaprezentowała utwory z płyty Oczy czarne (album Reny Rolskiej) w formie teledysków. Program po raz pierwszy wyemitowano na antenie TVP2 2 kwietnia 1974 o godzinie 20:20.